# Allotropa virgata
Allotropa es un género monotípico de plantas  pertenecientes a la familia Ericaceae. Su única especie: Allotropa virgata es originaria de Norteamérica.

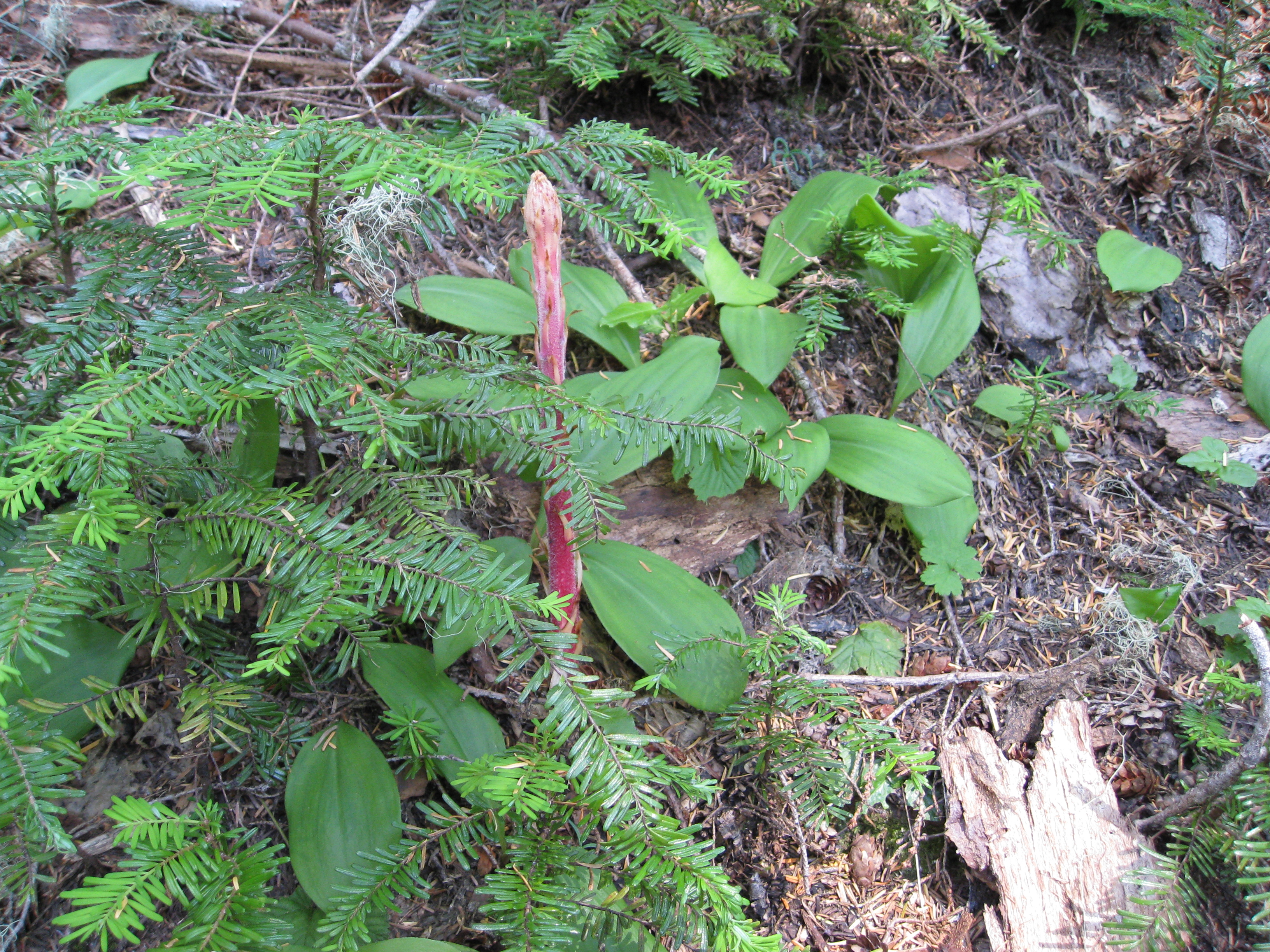
En su hábitat.

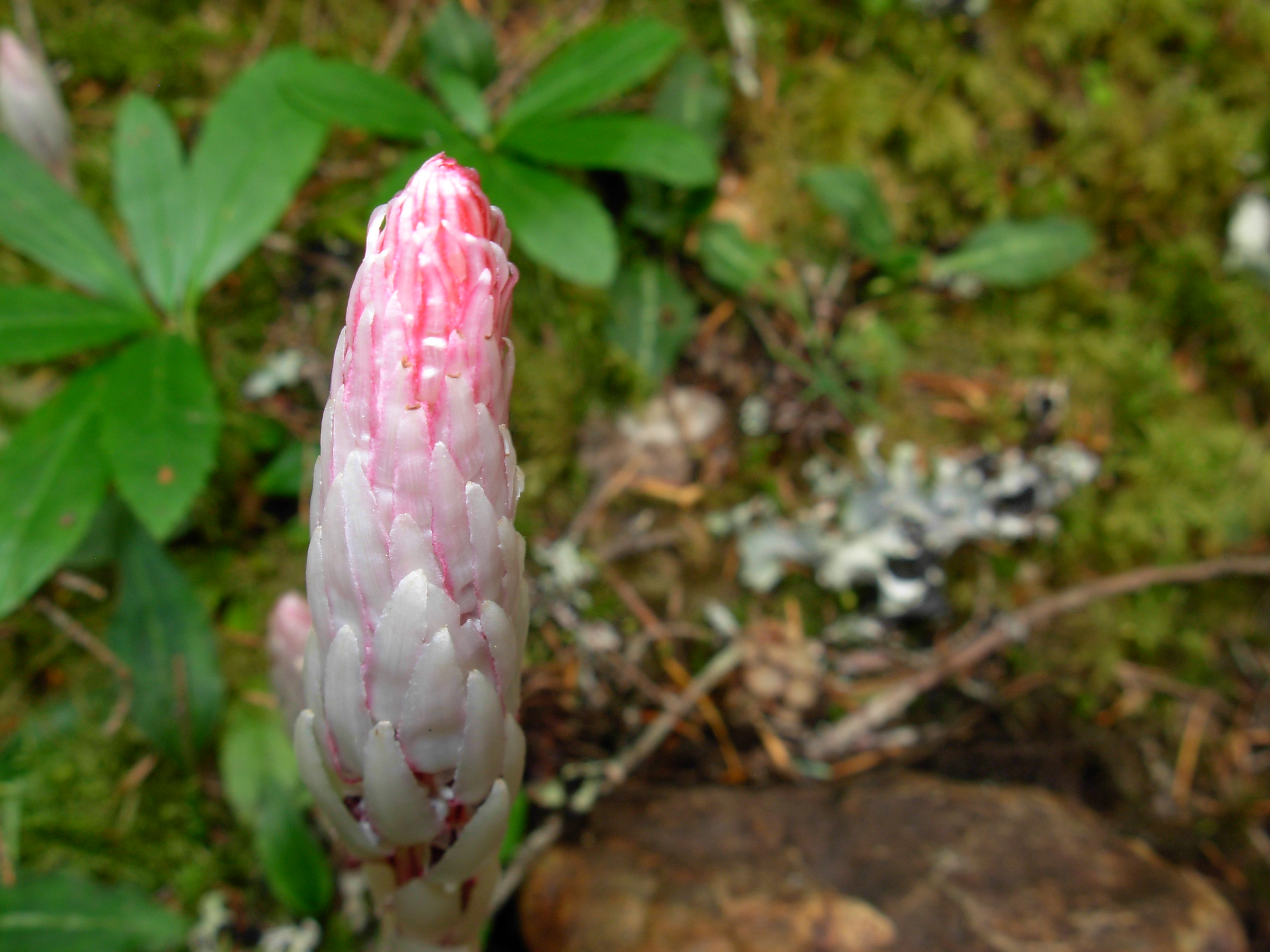
Detalle de la planta.

## Descripción
A. virgata tiene un tallo subterráneo (rizoma) con raíces frágiles. Las hojas son de escamas a lo largo del pedúnculo a rayas con un racimo del tipo inflorescencia. El pedúnculo es persistente después de que las semillas han sido dispersadas y tiende a tomar color. Las brácteas de la inflorescencia son menores de 3 cm y los pedicelos no son recurvados.
Las flores individuales en general no tienen sépalos pero si aparecen, tienen de 2 a 4. A menudo, los pétalos de la flor se consideran incorrectamente sépalos. La corola tiene 5 pétalos de color blanco en forma de copa, todos los pétalos son libres y cóncavos. Desde la corola salen 10 estambres, de color marrón, con anteras dehiscentes. El ovario superior tiene 5 cámaras con un estilo menor de 2 mm y un estigma en forma de disco. El corto nectario es en forma de disco, con 10 lóbulos. El fruto es una cápsula dehiscente longitudinalmente a través de la pared del ovario, cerca del centro de cada una de las 5 cámaras. 

## Distribución y hábitat
Allotropa virgata se encuentra junto al roble, y en bosques de coníferas y frondosas del noroeste del Pacífico. Crece de 75 a 3000 metros de altitud en los altos de Sierra Nevada, y High Cascade Range hasta la Columbia Británica. También hay un hábitat adecuado en Idaho y Montana.

## Ecología
Es una planta perenne que obtiene sus nombres comunes de las distintas franjas blancas y rojas o marrón a lo largo de sus erectos pedúnculos. A. virgata no es verde ya que carece de clorofila, por esto, obtiene los nutrientes de las plantas vecinas verdes a través de un hongo intermedio. Allotropa virgata se alimenta exclusivamente de los micelios de la seta Matsutake.

## Taxonomía
Allotropa virgata fue descrita por  Torr. & Asa Gray y publicado en Reports of explorations and surveys : to ascertain the most practicable and economical route for a railroad from the Mississippi River to the Pacific Ocean, made under the direction of the Secretary of War 6(3): 80–81. 1857[1858].
Etimología
Allotropa: nombre genérico que deriva del griego allos = "diferente", y tropo = "giro"
virgata: epíteto latino que significa "con ramitas o con rayas".